# HD 115488
HD 115488，又名BD+00 3040，SAO 139264、HR 5014，是一颗恒星，视星等为6.37，位于銀經316.69，銀緯61.5，其B1900.0坐标为赤經13h 12m 22.6s，赤緯-0° 61.5′ 55″。